# Paracristallo
I materiali paracristallini o paracristalli vengono definiti come aventi disposizione a corto e a medio raggio nel loro reticolo (simile alle fasi del cristallo liquido) ma mancanti della disposizione a lungo raggio almeno in una direzione.
La disposizione è la regolarità in cui gli atomi appaiono in un reticolo prevedibile, come viene misurato da un punto. In un materiale altamente ordinato, perfettamente cristallino, o monocristallino, la posizione di ogni atomo nella struttura può essere descritta esattamente misurando da un'unica origine. Viceversa, in una struttura disordinata come un liquido o un solido amorfo, la posizione del primo e forse secondo più vicino può essere descritta da un'origine (con qualche grado di incertezza) e l'abilità di prevedere posizioni decresce rapidamente da lì verso l'esterno. La distanza in cui le posizioni atomiche possono essere previste viene riferita come lunghezza di correlazione {\displaystyle \xi }. Un materiale paracristallino mostra correlazione da qualche parte tra il completamente amorfo e completamente cristallino.
La primaria, la fonte più accessibile di informazione sulla cristallinità è la diffrazione a raggi X, sebbene possano essere necessarie altre tecniche per osservare la struttura complessa di materiali paracristallini, come il microscopio elettronico a fluttuazione  in combinazione con la modellatura degli stati di densità  di stati elettronici e vibrazionali.

## Modello paracristallino
Il modello paracristallino è una revisione del modello della Rete Casuale Continua per prima proposto da W. H. Zachariasen nel 1932 . Il modello paracristallino viene definito come altamente teso, i granuli microcristallini circondati da materiale completamente amorfo . Questo è uno stato di energia più alto del modello di rete continuo. La distinzione importante tra questo modello e le fasi microcristalline è la mancanza di limiti granulari definiti e parametri di reticolo altamente tesi, che rendono i calcoli della dinamica reticolare e molecolare difficili. Una teoria generale dei paracristalli è stata formulata in un manuale di base  , e dunque ulteriormente sviluppata/perfezionata da vari autori.

## Applicazioni
Il modello paracristallino è stato utile, per esempio, nel descrivere lo stato di materiali semiconduttori parzialmente amorfi dopo deposizione. È stato anche applicato con successo ai polimeri sintetici, cristalli liquidi, biopolimeri , e biomembrane .